# Møn Kommune
| Strukturdaten       | Strukturdaten       |
| ------------------- | ------------------- |
| Sitz der Verwaltung | Stege               |
| Fläche              | 237,12 km²          |
| Einwohner           | 11.572 (2006)       |
| Kommune seit 2007   | Vordingborg Kommune |

Møn Kommune war bis Dezember 2006 eine dänische Kommune im damaligen Storstrøms Amt. Seit Januar 2007 ist sie zusammen mit der „alten“ Vordingborg Kommune, der Langebæk Kommune und der Præstø Kommune Teil der neuen Vordingborg Kommune.  Møn Kommune bestand im Wesentlichen aus der Insel Møn.